# Tragacete
Tragacete ist ein Ort und eine zentralspanische Gemeinde (municipio) mit 261 Einwohnern (Stand: 2024) im Norden der Provinz Cuenca in der Autonomen Region Kastilien-La Mancha. 

## Lage und Klima
Tragacete liegt auf der Westseite des Iberischen Gebirges in einer Höhe von ca. 1285 m am Río Júcar. Die Provinzhauptstadt Cuenca befindet sich gut 38 Kilometer (Fahrtstrecke) südwestlich. Das Klima im Winter ist gemäßigt, im Sommer dagegen warm bis heiß. Regen (710 mm/Jahr) fällt das ganze Jahr über.

## Bevölkerungsentwicklung
| Jahr      | 1970 | 1981 | 1991 | 2001 | 2011 | 2021 |
| Einwohner | 635  | 443  | 420  | 347  | 326  | 258  |

## Sehenswürdigkeiten

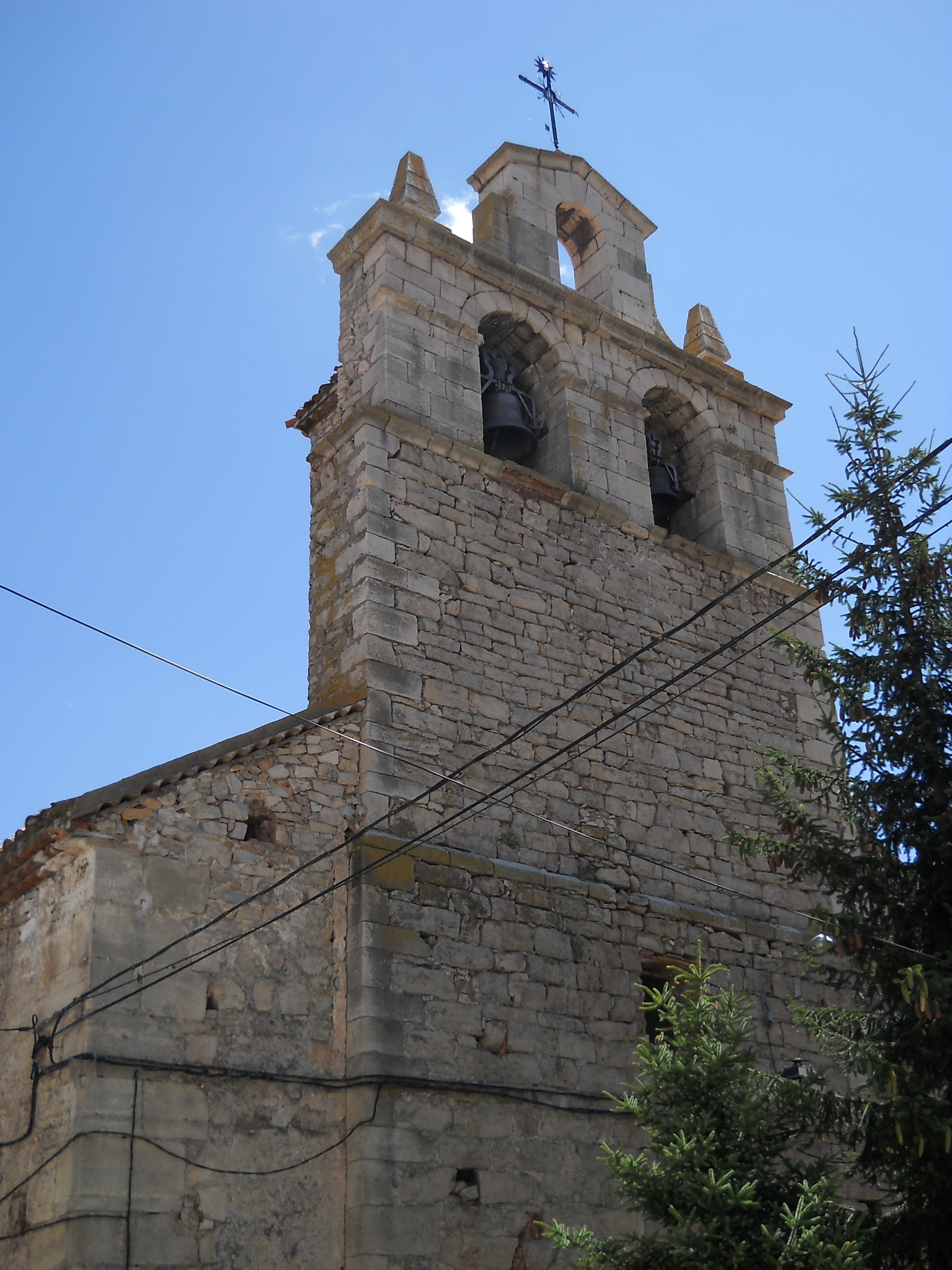
Michaeliskirche
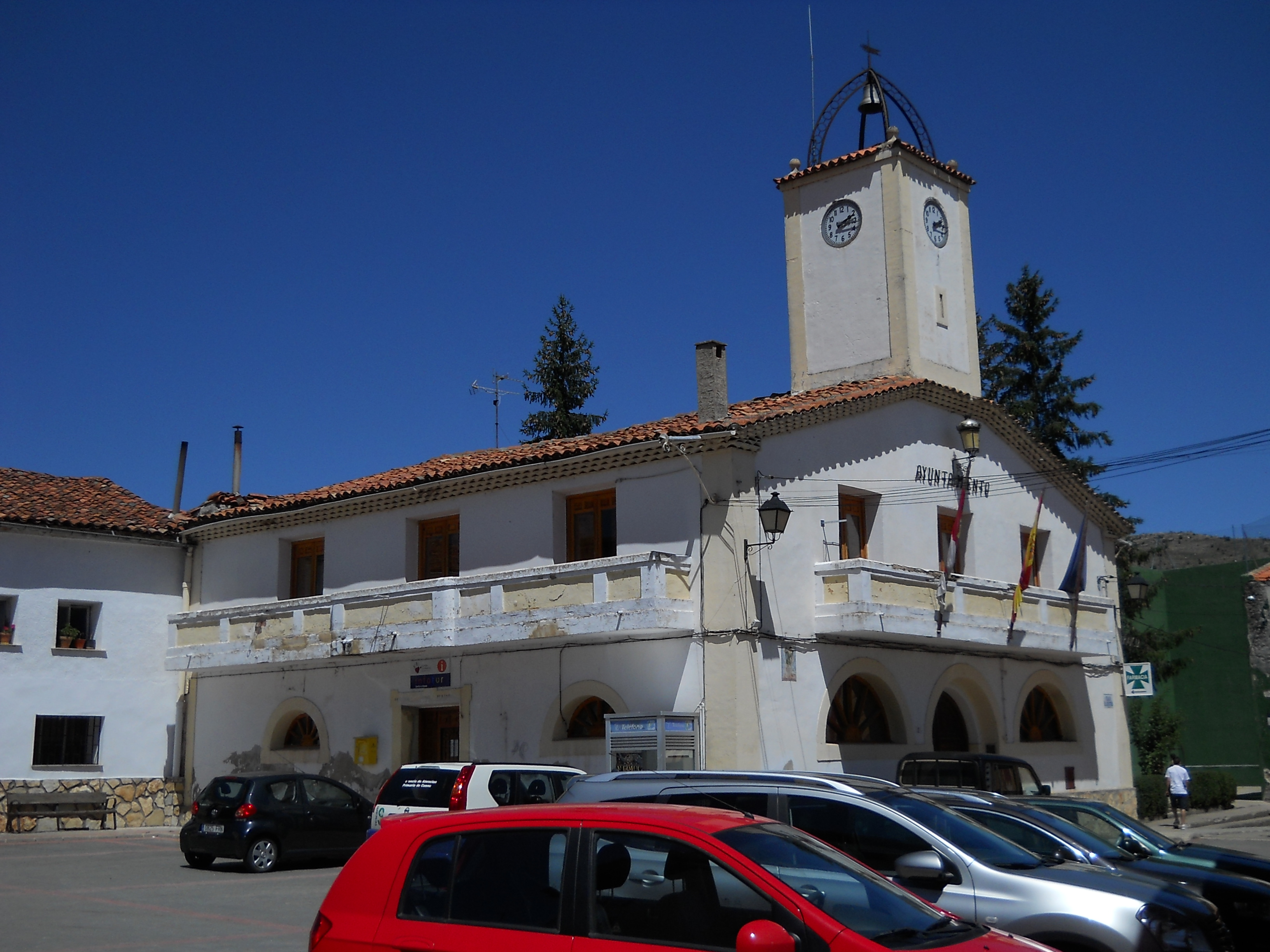
Rathaus

- Michaeliskirche
- Rathaus